# Thylane Blondeau
Thylane Léna Rose Blondeau, född 5 april 2001 i Aix-en-Provence, är en fransk fotomodell och skådespelare. Hon är dotter till fotbollsspelaren Patrick Blondeau och modedesignern Véronika Loubry. Då hon var 10 år liknades hon vid Brigitte Bardot, och hennes bilder har skapat stor debatt om sexualiseringen av unga flickor.
Som fyraåring gick Blondeau modell för Jean-Paul Gaultier, och hon blev som 10-åring modell i det franska modemagasinet Vogue. Dessa bilder har kritiserats både i Sverige och i utlandet för att hon i smink, kläder och poser ska ha porträtterats på ett alltför vuxet sätt, trots att hon då bara var 10 år gammal.
Hennes Facebookgrupp stängdes ned av hennes mamma, efter att den uppmärksammats negativt i media. Orsakerna var att den tilldragit sig ett hebefilt intresse och att diskussionerna bland annat kretsat kring hennes sex appeal.